# Episymploce bipinnacula
Episymploce bipinnacula är en kackerlacksart som först beskrevs av Roth, L. M. 1985.  Episymploce bipinnacula ingår i släktet Episymploce och familjen småkackerlackor.
Artens utbredningsområde är Vietnam. Inga underarter finns listade i Catalogue of Life.